# Cherniakhiv (huyện)
Huyện Cherniakhiv (tiếng Ukraina: Черняхівський район, chuyển tự: Cherniakhivs’kyi raion) là một huyện của tỉnh Zhytomyr thuộc Ukraina. Huyện Cherniakhiv có diện tích 850 kilômét vuông, dân số theo điều tra dân số ngày 5 tháng 12 năm 2001 là 33592 người với mật độ 40 người/km2. Trung tâm huyện nằm ở Cherniakhiv.